# 雙光黑巨口魚
雙光黑巨口魚（学名：Melanostomias biseriatus）为輻鰭魚綱巨口鱼目巨口鱼科的其中一種。分布於東大西洋，從摩洛哥南部至喀麥隆及西太平洋，從美國佛羅里達州至巴西海域，為深海魚類，棲息深度620-760公尺，體長可達25公分。

## 扩展阅读
維基物種上的相關：雙光黑巨口魚